# Lilla Abborrtjärnen (Skogs socken, Hälsingland)
Lilla Abborrtjärnen är en sjö i Söderhamns kommun i Hälsingland och ingår i Hamrångeåns huvudavrinningsområde.